# 대만의 가수 목록
다음은 타이완의 가수 목록이다.

## B
- Bii (畢書盡/필서진)

## ㄱ
- 구택 (邱澤)
- 궈쉐푸 (郭雪芙) (밴드: 드림걸스)
- 궈징 (郭靜)
- 궈차이제 (郭采潔)

## ㄷ
- 등려군 (鄧麗君)

## ㄹ
- 라이관린 (賴冠霖)
- 라이야옌 (賴雅妍)
- 런셴치 (任賢齊)
- 뤄즈샹 (羅志祥)
- 류뤄잉 (劉若英)
- 리위시 (李玉璽)
- 리위펀 (李毓芬) (밴드: 드림걸스)
- 린바이홍 (林柏宏)
- 린신루 (林心如)
- 린이신 (林逸欣)
- 린이천 (林依晨)
- 린즈잉 (林志穎)
- 린창쭤 (林昶佐)

## ㅁ
- 마자링 (馬嘉伶) (밴드: AKB48, 일본)

## ㅂ
- 비비언 수 (徐若瑄) (일본: ビビアン・スー)

## ㅅ
- 샤오야쉬안 (蕭亞軒)
- 샤오징텅 (萧敬腾)
- 서기 舒淇 (林立慧)
- 셰진옌 (謝金燕)
- 소유붕 (蘇有朋)
- 쉬자잉 (徐佳莹)
- 쉬후이신 (許慧欣)
- 실비아 창 (張艾嘉)
- 쑤후이룬 (蘇慧倫)

## ㅇ
- 아오취안 敖犬 (莊濠全) (밴드: 롤리팝 F)
- 안신야 安心亞 (廖婧伶)
- 안이쉬안 安以軒 (吳玟靜)
- 야오야오 (郭書瑤)
- 양승림 (楊丞琳)
- 양쭝웨이 (楊宗緯)
- 에릭 추 (周興哲)
- 에이린 阿玲 (黃麗玲)
- 예첸원 (葉蒨文)
- 옌야룬 (炎亞綸) (밴드: 페이룬하이)
- 옌청쉬 (廖洋震)
- 왕걸 王傑 (王大為)
- 왕둥청 汪東城 (汪東成) (밴드: 페이룬하이)
- 왕신링 (王心凌)
- 우잉제 (吳映潔)
- 우젠하오 (吳建豪) (밴드: F4)
- 우치룽 (吳奇隆) (밴드: 소호대)
- 우커췬 (吳克群)
- 이국의 (李國毅)
- 이넝징 伊能靜 (吳靜怡)
- 임가흔 (林嘉欣)

## ㅈ
- 자오언쥔 (焦恩俊)
- 장리앙 張立昂 (張文謙)
- 장위성 (張雨生)
- 장첸 (張震)
- 저우위민 周渝民 (周育民)
- 저우제룬 (周杰倫)
- 저우탕하오 (周湯豪)
- 젠팅루이 (簡廷芮)
- 주디 온그 (翁倩玉)
- 줘원쉬안 (卓文萱)
- 줘이팅 (卓依婷)
- 쩡즈차오 (曾之喬)
- 쯔위 (周子瑜)
- 쯔위 (周子瑜)

## ㅊ
- 차이민유 (蔡旻佑)
- 차이황루 (蔡黃汝)
- 채의림 (蔡依林)
- 천옌시 (陳妍希)
- 천이루 辰亦儒 (陳奕儒)
- 천차오언 (陳喬恩)
- 천치전 (陳綺貞)
- 치위 (齊豫)

## ㅋ
- 카네시로 타케시 (金城 武)

## ㅌ
- 타오저 陶喆 (陶緒忠)
- 탕위저 (唐禹哲)
- 톈푸전 (田馥甄)
- 퉁안저 (童安格)

## ㅍ
- 판샤오쉬안 (范曉萱)
- 판웨이보 (潘瑋柏)
- 펑위옌 (彭于晏)

## ㅎ
- 허룬둥 (何潤東)
- 황리싱 (黃立行)
- 황안 (黃安)
- 황훙성 (黄鸿升)
- 훠젠화 (霍建華)